# Dreikönigshaus (Freiburg im Breisgau)

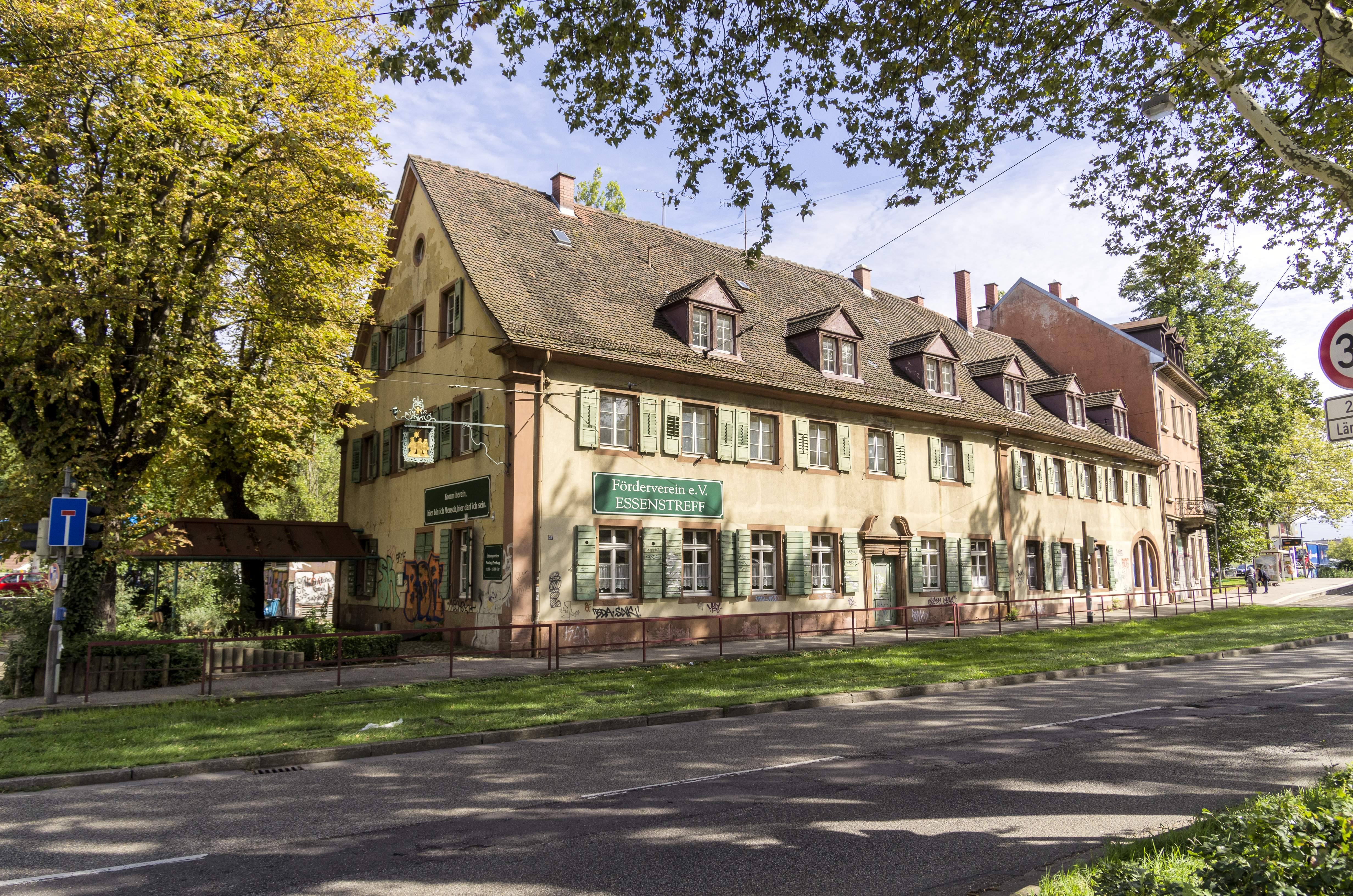
Dreikönigshaus (Westteil im September 2013)

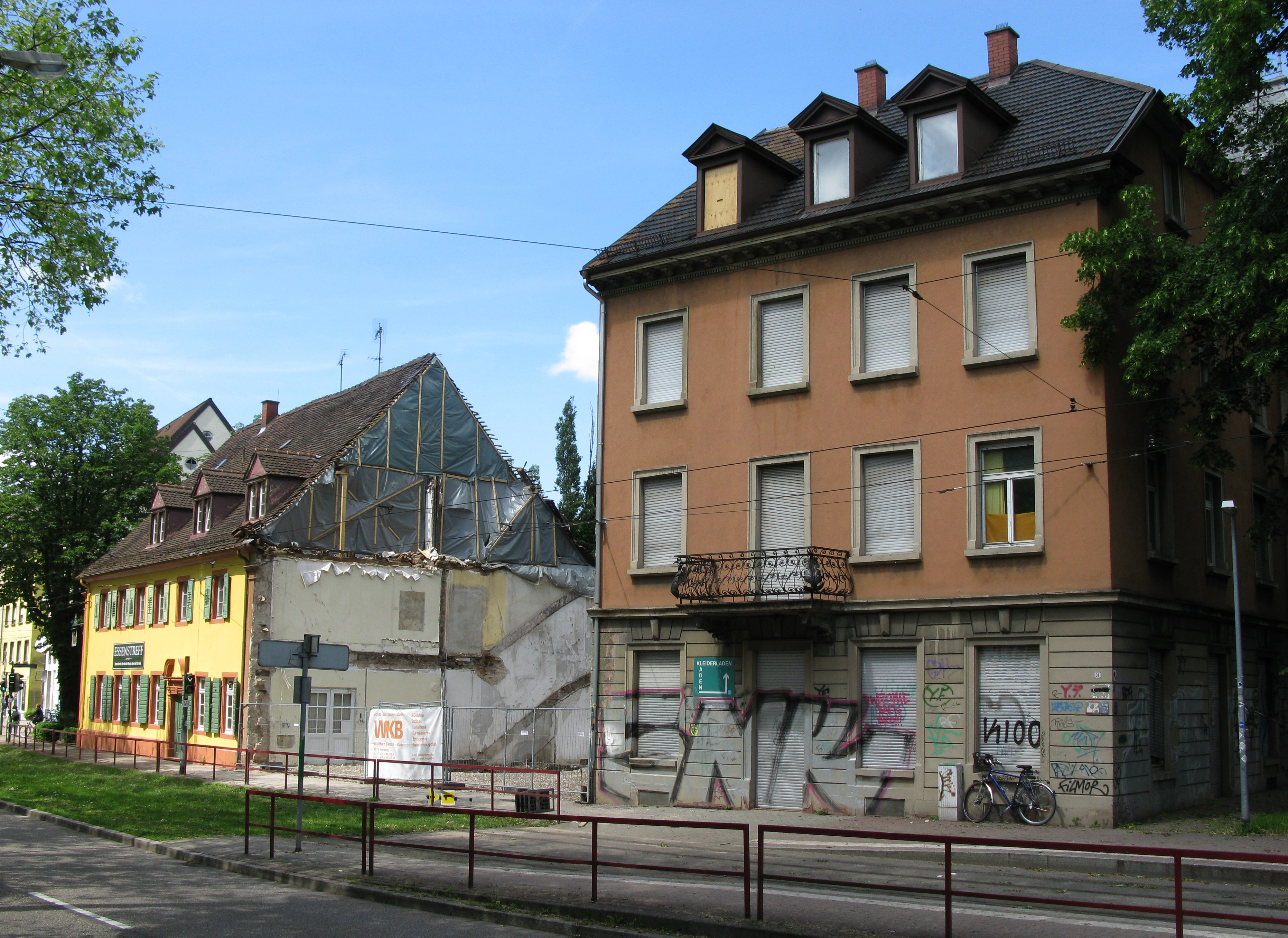
Dreikönigshaus nach Teilabriss (Mai 2015), 2019 wurde auch der rechte Teil abgerissen

Das Dreikönigshaus ist ein spätbarockes, denkmalgeschütztes Gebäude an der Schwarzwaldstraße in Freiburg im Breisgau, das ehemals als Gasthaus Zu den drei Königen genutzt wurde. Es ist eines der ältesten Häuser des Freiburger Ostens.

## Geschichte
Das Dreikönigshaus gehörte einst zu einer Reihe von Gasthöfen, die vom Reiseverkehr auf der alten Handelsstraße in den Schwarzwald, der späteren Bundesstraße 31, profitierten. Diese Wirtshäuser zählen zu den Pionierbauten des ehemaligen Dorfes Wiehre: Nachdem dieses bei Belagerungen in der Barockzeit mehrfach zerstört worden war, setzte nach 1745 eine zaghafte Neubebauung ein, die sich meist um Gasthöfe entlang der Zufahrtsstraßen zur Stadt entwickelte. Einige dieser Siedlungskerne sind mit Mühe im heutigen Stadtbild noch ablesbar: Neben dem Dreikönigshaus sind dies etwa die Häusergruppe beim Gasthaus „Schützen“, das ehemalige Gasthaus „zum Schiff“ oder das Gasthaus „Krone“ in der Kronenstraße. Heute liegt das Dreikönigshaus im Stadtteil Oberau.
Der Name des Dreikönigshauses geht vermutlich auf den Kaufmann Wilhelm König zurück, der im Jahre 1695 einen Garten vor dem Schwabentor erwarb und auf dem Grundstück ein Gasthaus errichtete. Dieses brannte bereits während der Belagerung von 1744 ab. Es wurde 1748 durch den noch heute bestehenden Bau ersetzt. Viele seiner Nachfolger verdienten sich ein Zubrot mit Holzhandel, denn in unmittelbarer Nähe lagen zwei wichtige Einrichtungen des holzverarbeitenden Gewerbes: der städtische Holzlagerplatz östlich der Dreikönigstraße und eine Sägemühle nördlich der Wirtschaft am einstigen „Dillemühlenkanal“, die zumindest zeitweise vom Dreikönigshaus aus verwaltet wurde. Noch bis ins 19. Jahrhundert floss am Haus ein von Oberried herführender Floßkanal vorbei. Dieser wurde im Jahrhundert davor genutzt, um Kurzholz aus den Waldungen des dortigen Klosters im St.-Wilhelmer-Tals zum Holzlagerplatz zu transportieren.

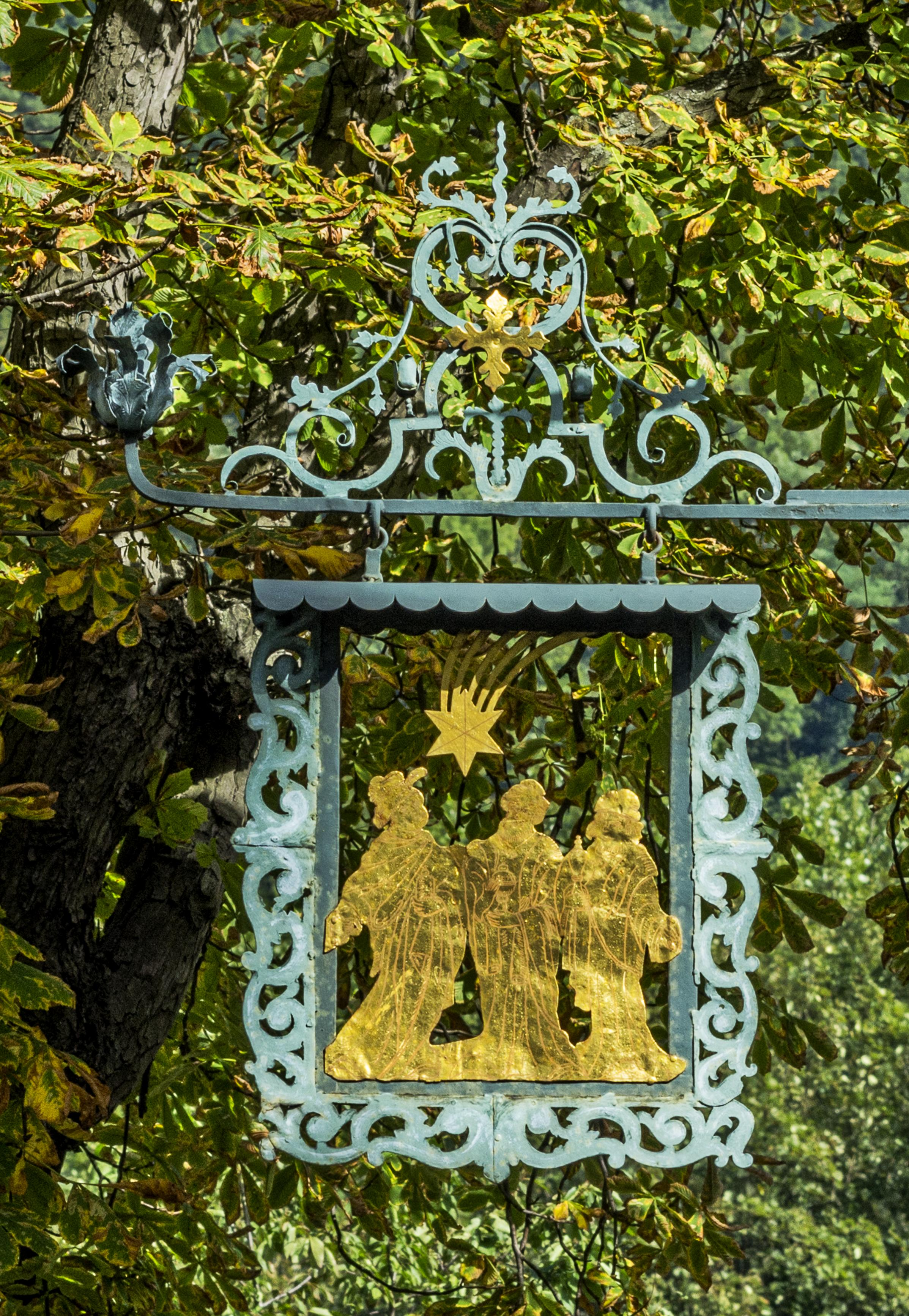
Altes Gasthaus-Schild am Gebäude

Das Gasthaus zu den drei Königen wurde bis 1920 betrieben und ging dann in das Eigentum der Stadt Freiburg über. Diese installierte dort 1921 eine „Volksküche“, die sich vornehmlich an verarmte Bürger des Mittelstands richtete und mit Unterbrechungen bis 1966 als „städtische Dreikönigsküche“ bestand. Die Tradition als Speiselokal für Bedürftige wurde später vom Paritätischen Wohlfahrtsverband nochmals aufgegriffen, bis schließlich das Unternehmen Zahner Feinkost im Januar 1998 dort den noch heute bestehenden „Freiburger Essenstreff“ initiierte. Dessen Trägerverein war bereits 1994 gegründet worden und befand sich zuvor im St. Josefkrankenhaus sowie im Haus 37 im Stadtteil Vauban.
Bedingt durch den Bau der Leo-Wohleb-Straße und einer Umstrukturierung der Schwarzwaldstraße wurden Anfang der 70er Jahre ganze Häusergruppen, mehrere Gärten und das Gelände der „Dreikönigsäge“ eingeebnet. Lediglich das Dreikönigshaus verblieb am Ort.
Im Jahre 2011 wurden bei Bauuntersuchungen im Ostteil des Gebäudes massive statische Mängel festgestellt. Laut Darstellung des städtischen Presseamtes seien diese auf frühere bauliche Eingriffe zurückzuführen und so gravierend, dass sie die Standsicherheit des Ostteils massiv gefährdeten. Da eine Sanierung unter diesen Umständen „nicht darstellbar“ war, plante man den Neubau des Ostteils in Verbindung mit einer Sanierung des Westteils. Im November 2012 zogen daher der Kleiderladen der Vereinigung Freiburger Sozialarbeit sowie dessen Second-Hand-Shop Outfit in ein Ausweichquartier in der Dreikönigstraße 9. 2019 wurde auch dieser Teil abgerissen.
Die Badische Zeitung meldete im Juni 2013, dass das Dreikönigshaus für den Bau der Einfahrt des geplanten Freiburger Stadttunnels abgerissen werden muss; ein zuständiger Verkehrsplaner des Regierungspräsidiums Freiburg erklärte im August 2013 jedoch, dass die Notwendigkeit zum Abriss noch nicht feststehe.
Am 11. April 2015 wurde der Mittelteil des Dreikönigshauses durch einen Brand zerstört und einige Wochen darauf abgerissen.